# Károlyi-palota (Szentkirályi utca)
A Károlyi-palota kétemeletes, neoreneszánsz stílusú bérpalota Budapest VIII. kerületében, a Palotanegyedben. 1897-ben gróf Károlyi Gyuláné (1859–1928), Károlyi Gyula politikus, országgyűlési képviselő özvegye részére épült, majd a két világháború közti években a főváros jelentős politikai, üzleti és kulturális központjává vált. 1945-től a Magyar-Szovjet Művelődési Társaság használta székházként. 1975-től a Színház- és Filmművészeti Főiskola film- és tévé tanszakai működtek benne, napjainkban is az SZFE használatában van.

## Fekvése
A Palotanegyed 1896-ban még ritkásan beépített terület volt zöldség- és gyümölcskerttel, néhány palotával és parkkal, illetve alacsony lakóházakkal. Jelentősebb középületek a környéken a Nemzeti Múzeum, a régi Országház és Nemzeti Színház, valamint a Szent Rókus Kórház voltak. Később a főváros legelőkelőbb városrésze lett főúri palotákkal, és nevezetes események színtere. Napjainkban sűrűn beépített a környék. A palota egyik oldalán a Pázmány Péter Katolikus Egyetem campusa, a Jog- és Államtudományi Kar épülete áll, a másik oldalán egy bérház (Szentkirályi utca 32/b).

## Leírása
A palota alaprajza fekvő T betűhöz hasonlít. A T szára, azaz az épület Szentkirályi utcával párhuzamosan fekvő szárnya elő- és hátsó kertet (udvart) választ el. A Szentkirályi utcához közelebb fekvő előkert kezdetben füves terület volt, melynek közepén olaszországi kőből faragott, egyszerű kutat helyeztek el. A kúthoz, illetve a kút körül sétálóutak vezettek geometrikus mintában. Később az aprócska parkot felszámolták, és az udvart díszburkolattal fedték. A kút a második világháború után eltűnt. Az udvart a palota egymásra merőleges két szárnya és a szomszédos, Szentkirályi utca 32/b. alatti bérház fogja szorosan közre, utcai oldalánál pedig kovácsoltvas kerítés és kapu zárja le. A kőoszlopos, korinthoszi oszlopfős, vaspálcás kerítés nagyjából megmaradt máig. A szomszédos bérházat Esterházy Miklós Móricz építtette 1904-ben, de a harmincas évek elején már ez is Károlyi József (1884–1934) tulajdonában állt. 
A palotát belülről oktatási célra teljesen átépítették, de külső homlokzatát jórészt megtartották. A főbejárat kezdetben az utcára merőlegesen fekvő szárnyból nyílt. Napjainkban a bejárat a szemközti szárnyból nyílik, széles, hosszú lépcső vezet fel hozzá. Korábban itt a fogadóterem volt, ma az egyetem bejárata és előcsarnoka.
A legfelső szint ablaknyílásai egyenes zárásúak, a földszinti és első emeleti ablakoké félköríves. Az első emeleten erkélyek is találhatók kőbábos mellvédekkel.

## Története

### 1897–1923
Az épület bérpalotának épült, építési költsége 420 000 korona volt. Egyes szintjeit, helyiségeit a kezdetektől bérlők lakták, nem a Károlyi-család tagjai. Amikor a Tanácsköztársaság idején számos palotát lefoglaltak, itt is több család nyert elhelyezést.
Az első világháború után a családtagok révén a ház a legitimizmus fellegvára lett. Károlyi József és felesége, Károlyi Józsefné (Wenckheim Margit, 1892–1964) IV. Károly és Zita királyné legbizalmasabb hívei és támogatói voltak.
1920-ban Huszár Károly miniszterelnök ínségakciójához kapcsolódva a Pesti Hírlap is adománygyűjtésbe kezdett. Egyik adománygyűjtő irodája a palotában kapott helyet, akárcsak a miniszterelnök kerületi gondozóirodája, mely segélyt folyósított rászoruló családoknak. Andrássy Gyula Keresztény Nemzeti Egyesülés Pártjának, illetve ennek Női Táborának szervezési munkái is itt zajlottak. A házban plakátokat és szórólapokat osztogattak szét aktivisták között, és rendszeresen tartottak gyűléseket, megbeszéléseket.

### 1923–1934
1923-ban Károlyi József megvásárolta az épületet édesanyjától 90 millió koronáért. Vezető legitimista politikusként számos értekezletet, politikai és társadalmi rendezvényt tartott a falak közt. 1924-ben itt alapította meg a Komondor nevű egyesületét a kipusztulás szélére került magyar kutyafaj megmentésére. 1931-ben néhány helyiséget a Prónay Pál és Ostenburg-Moravek Gyula vezette Magyar Országos Fasiszta Párt rendelkezésére bocsátott, ami ekkoriban még a revízió megvalósítását, Szent István apostoli királyságának visszaállítását, a magyarság egyesítését tűzte célul, méghozzá „rend, rang, vallás, kor és nemi különbség nélkül”.
Amikor 1934-ben, mindössze 49 évesen Károlyi József elhunyt, holttestét az épületben szentelték be, mielőtt eltemették fehérvárcsurgói birtokán. A 375 öles (1 349 m2-es) telken álló palotát fia, Károlyi István (1920–2009) színiigazgató, rendező örökölte. Mivel ekkoriban még kiskorú volt, a palota használatát lényegében özv. Károlyi Józsefné határozta meg.

### 1934–1947
Károlyi Józsefné 1933-tól angóranyúl-tenyésztéssel foglalkozott abból a célból, hogy mellékjövedelmet biztosítson országosan középosztálybeli és parasztasszonyoknak. A palotában is volt egy kötöttáru boltja, együttműködésben a gyapjúfonal felvásárlásával, feldolgozásával, kereskedelmével foglalkozó Angóratex nevű vállalatával.
Károlyiné 1939-ben elvállalta a Magyar–Lengyel Szövetség keretében létrehozott Magyar–Lengyel Menekültügyi Bizottság vezetését, melynek elnöke lett. Vezetőtársai Szapáry Erzsébet és Andrássy Klára (herceg Odescalchi Károlyné) volt. A Bizottság egyes osztályai különböző helyeken (pl. az Andrássy-palotában a mai Bem rakparton) kaptak elhelyezést. Valószínű, hogy a Szentkirályi utcai palotában is folyt szervezés, esetleg ügyintézés is a lengyel és zsidó menekültek érdekében.
1940-1945 között a palota néhány helyisége a Károlyiné tulajdonába került Új Színház Kft. székhelye volt. A színház nem itt, hanem a Nagymező utca 11. szám alatt, a mai Radnóti Miklós Színház helyén működött. Károlyiné nem csak tulajdonosa, de ügyvezetője is volt a cégnek, kezdetben Földessy Gyulával, majd egyedül. Fiáé azonban nem ez, hanem a Madách Színház volt.
1942-1943 telén kb. harminc képviselő [pl. Apponyi György, Bajcsy-Zsilinszky Endre, B. Szabó István, Csorba János, Esterházy János, Gratz Gusztáv, G. Váczi Lajos, Horváth Zoltán, Huszár Aladár, Makray Lajos, Nagy Ferenc, Odescalchi Károly (Andrássy Klára fia), Pallavicini Alfonz, Pallavicini György, Pálffy Géza, Révész László, Serényi László gróf, Sigray Antal, Szemere Béla, Szentiványi Lajos, Szüllő Géza, Tildy Zoltán, Varga Béla, Vásáry István és Zichy János] memorandumot intézett Horthy Miklóshoz, figyelmeztetve őt a náciveszélyre, a nemzetiségekkel és a zsidósággal való emberséges bánásmód szükségességére. A szervezés és egyes találkozók a palotában zajlottak.
Károlyiné 1944-ben, a német megszállás idején  itt bújtatta a fegyveres ellenállásban résztvevő Zilahy Lajost és Szent-Györgyi Albertet. 1945-ben aztán átengedte fiával az épület egy részét Szent-Györgyiéknek, akik itt alapították meg és működtették a Magyar–Szovjet Művelődési Társaságot.

### Államosítás után
A negyvenes évek második felében előadássorozatokat, filmvetítéseket, koncerteket rendeztek a palotában. 1945 és 1949 között itt szerkesztették a bécsi székhelyű Képes Világ c. hetilapot, 1946-tól a Jövendő c. képes hetilapot és a Magyar–Szovjet Közgazdasági Szemle c. folyóiratot. 1947 táján Károlyiné, a fia, Zilahy és Szent-Györgyi is emigrálni kényszerült, és az épület egésze a Magyar–Szovjet Baráti Társaság székhelye és központja lett. Még könyvtár és bélyeggyűjtő klub is elhelyezésre került benne.
A palotát az 1970-es évek elején teljesen átalakították oktatási célra. 1975-ben a Színház- és Filmművészeti Főiskola film- és tévé tanszakai vették használatba, azóta is az SZFE használja.

## Neves lakói
- Festetics Sándor politikus, hadügyminiszter (1917)[23]
- Montenuove Nándor herceg (1928)[24]
- Batthyány Lajos politikus, Fiume kormányzója (1936)[25]
- Lichtenstein Maricza hercegné (1936)[26]

## Forrás
- Litván, Katalin.szerk.: Szabó-Pap Krisztina: Adalékok a belső-Józsefváros történetéhez. Szentkirályi utca 32/a., 322–323. o. (1985)